# Skadestue
En skadestue er en specialafdeling på et sygehus, der tager sig af akut opståede skader og sygdomme. I skadestuen findes læger fra flere specialer samt sygeplejersker og evt. specialuddannede social- og sundhedsassistenter. Skadestuerne hører i stigende grad til enheden akutmodtagelsen og bemandes i stigende grad med akutlæger.
I skadestuen modtages dels patienter, der selv henvender sig for div. skader og sygdomme, dels patienter der køres ind med ambulance. Skadestuen fungerer i samarbejde med vagtlægeordningen, forstået således at de varetager hver sin patientgruppe; akut opståede skader og sygdomme (f.eks. sygdomme der forværres kraftigt over få timer) behandles i skadestuen, evt. via 112, mens sygdomme, der ikke kræver akut indlæggelse behandles af egen (praktiserende) læge eller vagtlæge. De fleste skadestuer har åbent hele døgnet, omend enkelte skadestuer holder lukket om natten. I disse tilfælde kan vagtlægeordningen benyttes i stedet.

## Skadestuer i Danmark

### Region Syddanmark
- Esbjerg: Sydvestjysk Sygehus, Esbjerg
- Vejle: Sygehus Lillebælt, Vejle
- Kolding: Sygehus Lillebælt, Kolding
- Aabenraa: Sygehus Sønderjylland, Aabenraa
- Odense: Odense Universitetshospital
- Svendborg: OUH, Svendborg Sygehus

### Region Sjælland
- Holbæk: Holbæk Sygehus
- Køge: Sjællands Universitetshospital
- Nykøbing F.: Nykøbing F. Sygehus
- Slagelse: Slagelse Sygehus
- Næstved: Næstved Sygehus
- Roskilde: Sjællands Universitetshospital
- Kalundborg: Kalundborg Skadeklinik
- Nakskov: Nakskov Skadeklinik
- Nykøbing Sj.: Sundhedscenter Odsherred Skadeklinik

### Region Nordjylland
- Aalborg: Aalborg Universitetshospital
- Hjørring: Regionshospital Nordjylland
- Thisted: Aalborg Universitetshospital, Thisted
- Farsø: Aalborg Universitetshospital, Farsø
- Hobro: Aalborg Universitetshospital, Hobro

### Region Midtjylland
- Grenaa: Grenaa Sundhedshus
- Herning: Regionshospitalet Gødstrup
- Holstebro: Center for Sundhed
- Horsens: Regionshospitalet Horsens
- Lemvig: Lemvig Sundhedshus
- Randers: Regionshospitalet Randers
- Ringkøbing: Sundhedshus Ringkøbing
- Samsø: Samsø Sundheds- og Akuthus
- Silkeborg: Regionshospitalet Silkeborg
- Skive: Regionshospitalet Skive
- Viborg: Regionshospitalet Viborg
- Aarhus: Aarhus Universitetshospital

### Region Hovedstaden
- Amager: Amager Hospital
- København NV: Bispebjerg Hospital
- Bornholm: Bornholms Hospital
- Frederiksberg: Frederiksberg Hospital
- Gentofte: Gentofte Hospital
- Glostrup: Glostrup Hospital
- Hvidovre: Hvidovre Hospital
- Herlev: Herlev Hospital
- Frederikssund: Nordsjællands Hospital, Frederikssund
- Hillerød: Nordsjællands Hospital, Hillerød
- Helsingør: Nordsjællands Hospital, Sundhedshuset Helsingør